# Martín de Zelaya y Oláriz
Martín de Zelaya y Oláriz ou Martín de Celaya y Oláriz foi um prelado católico romano que serviu como bispo de Santiago de Cuba (1645–1649).

## Biografia
Martín de Zelaya y Oláriz nasceu em Oñate, Espanha. A 20 de novembro de 1645, foi nomeado durante o papado do Papa Inocêncio X como Bispo de Santiago de Cuba. Em 1646, foi consagrado bispo. Serviu como Bispo de Santiago de Cuba até à sua renúncia em 1649.